# 스와얌바라
스와얌바라(산스크리트어: स्वयंवर 스바얌바라)는 고대 인도에서 여성이 구혼자 집단에서 남성을 남편으로 선택하는 결혼 방법이었다. 이 맥락에서 산스크리트어로 스바얌(svayaṁ)은 ' 자아 '를 의미하고 바라( vara)는 '신랑'을 의미한다. 결혼을 원하는 신부는 상서로운 시간과 장소를 선택한 뒤 자신의 뜻을 알린다. 왕은 일반적으로 외부 땅에 메신저를 보냈고 평민은 단순히 지역 사회에 소식을 퍼뜨렸다. 정해진 날에 구혼자들은 행사장에 모여 자격을 선언한다. 신부는 자신이 선택한 남자에게 화환을 씌우고 즉시 결혼식을 올렸다.

## 인도 문학

### 시타
힌두교 서사시 라마야나에서 자나카 왕은 시타가 피나카(시바의 활)를 들어올리고 줄로 묶을 수 있는 사람과 결혼할 것이라고 선언했고, 이 위업은 구혼자가 지불해야 하는 비용을 의미하는 비르야 술카(vīrya śulka)라고 불렀다. 시타는 활을 들고 당길 수 있을 만큼 강한 유일한 남자인 라마와 결혼했다.

### 쿤티
힌두교 서사시 마하바라타에서 쿤티보자 왕은 그의 입양된 딸 쿤티를 위해 스바얌바라를 마련했다. 아리아바르타의 많은 왕과 왕자들이 그녀의 스바얌바라에 참석했다. 그들 중에는 쿠루 왕국의 왕인 판두가 있었으며, 쿤티는 그를 남편으로 선택했다.

### 드라우파디
마하바라타에서 판찰라의 드루파다 왕의 딸인 드라우파디는 지망생들이 활과 화살로 물고기의 눈을 때려야 했다. 이 물고기는 단지 기름이 채워진 팬 위에 놓인 회전하는 바퀴 위의 이미지였다. 많은 구혼자들은 기름에 비친 물고기를 노려야 했다.

### 다마얀티
마하바라타의 또 다른 유명한 스바얌바라는 신의 소원에 반하여 날라를 남편으로 선택한 다마얀티의 이야기에서 발견된다.

## 이란 문학

### 키타윤
피르다우시의 샤나메는 이슬람 이전의 이란에서 유사한 전통을 기록하고 있는데, 동로마 황제의 장녀인 키타윤이 이란의 구슈타스프를 선택했다. 동로마 황제는 자신의 딸 중 한 명을 위해 남편을 구할 목적으로 그녀가 보고 선택할 수 있도록 저명하고 현명한 사람들의 대집회를 열기로 결정했다. 그녀는 첫 번째 집회에서 적합한 남편을 찾지 못했기 때문에 두 번째 집회가 열렸고 그곳에서 그녀는 구슈타스프의 머리에 왕관을 씌웠다. 비슈타스파라고도 알려진 구슈타스프는 신부와 함께 이란으로 돌아와 왕이 되었다.
룸의 관습에 따르면, 공주가 결혼 적령기가 되면, 모든 왕자들과 귀족들은 공주가 그녀의 손녀들과 함께 들어갈 홀에 모여 왕자들 중 한 명을 그녀의 남편으로 선택했다.

룸(문자 그대로 "로마")은 중동 사람들이 동로마 제국을 일컫는 일반적인 이름이었다.

## 추가 문헌
- Bakker, Hans (1996). “PĀRVATĪ’S SVAYAṂVARA (Studies in the Skandapurāṇa I)”. 《Wiener Zeitschrift Für Die Kunde Südasiens》 40: 5–43. JSTOR 24007767. Accessed 22 Dec. 2022.
- BIARDEAU, M. (1985). “NALA ET DAMAYANTĪ, HÉROS ÉPIQUES”. 《Indo-Iranian Journal》 28 (1): 1–34. JSTOR 24653943. Accessed 22 Dec. 2022.
- Insler, S. (1989). “Damayantī’s Svayaṁvara”. 《Journal of the American Oriental Society》 109 (4): 577–80. doi:10.2307/604081. Accessed 22 Dec. 2022.
- Mehendale, M. A. (1991). “DAMAYANTĪ’S SVAYAṀVARA”. 《Annals of the Bhandarkar Oriental Research Institute》. 72/73 (1/4): 483–86. JSTOR 41694912. Accessed 22 Dec. 2022.
- Parkhill, Thomas (1984). “From Trifle to Story: A Study of ‘Nala and Damayantī’”. 《Journal of the American Academy of Religion》 52 (2): 325–41. JSTOR 1464002. Accessed 22 Dec. 2022.
- Sutherland, Sally J. (1989). “Sītā and Draupadī: Aggressive Behavior and Female Role-Models in the Sanskrit Epics”. 《Journal of the American Oriental Society》 109 (1): 63–79. doi:10.2307/604337. Accessed 22 Dec. 2022.